# Port lotniczy Mendi
Port lotniczy Mendi (IATA: MDU, ICAO: AYMN) – port lotniczy zlokalizowany w mieście Mendi, w prowincji Southern Highlands, w Papui-Nowej Gwinei. Obsługuje połączenia krajowe.